# Strada europea E846
La strada europea E846  è una strada di classe B il cui percorso si trova completamente in territorio italiano. Collega Cosenza (sulla E45) con Crotone (sulla E90).
La Strada statale 107, utilizzata dall'E846 e detta anche dei Due Mari (lo Ionio ed il Tirreno) o Silana-Crotonese, parte da Paola, sulla costa tirrenica cosentina, ed arriva fino a Crotone, attraversando le province di Cosenza e di Crotone.
La parte che va da Cosenza a San Giovanni in Fiore, centro della Sila inizia con la scalata della Sila e si attraversano comuni quali Spezzano della Sila e San Pietro in Guarano, ed il Parco Nazionale della Sila.
Segue  la discesa da San Giovanni in Fiore verso Crotone. Il percorso si svolge quasi completamente nella provincia di Crotone.

## Percorso
| E846 COSENZA-CROTONE        |        |                  |
| Tipologia                   | Tratto | Interconnessioni |
| strada a scorrimento veloce | SS 107 |                  |